# Marie Prevost
Marie Prevost rozená Marie Bickford Dunn (8. listopadu 1896 Sarnia, Kanada – 21. ledna 1937 Hollywood) byla americká filmová herečka kanadského původu. Během své dvacetileté filmové kariéry hrála ve 121 němých a zvukových filmech.